# Dauria
Dauria (Russisch: ДАУРИЯ авиакомпания) was een Russische luchtvaartmaatschappij met haar thuisbasis in Tsjita.

## Geschiedenis
Dauria is opgericht in 1998, en heeft bestaan tot 1 october 2010.

## Vloot
De vloot van Dauria bestaat uit:(nov.2006)
- 1 Antonov AN-26 (A)
- 2 Antonov AN-24V